# Abd al-Rahman Munif
Abd al-Rahman Munif (àrab: عَبْدُ الرَّحْمٰن المُنيف)  (Amman, 29 de maig de 1933 - Damasc, 24 de gener de 2004) fou un dels més importants novel·listes en llengua àrab del segle xx.

## Biografia
Fill d'una família d'origen saudita, però nascut a Amman, va viure a Bagdad, on era cap de redacció d'una revista especialitzada en temes econòmics. La seva primera obra, Els arbres i l'assassinat de Marzuc, publicada el 1973, va ser molt ben acollida i des d'aleshores es dedicà exclusivament a l'ofici d'escriure, abandonant la seva feina al Ministeri del Petroli a Damasc i traslladant-se a Beirut per treballar-hi com a periodista. Al llarg de la dècada dels 80 es va dedicar exclusivament a la literatura. Entre 1981 i 1986 va viure a l'exili a Boulogne-Billancourt, França. Després es va traslladar amb la seva família a Damasc, Síria, on hi va viure fins a la seva mort.
Ha publicat, entre d'altres, A l'est de la Mediterrània i Història d'una ciutat: una infantesa a Amman.
El 1992 li va ser atorgat el premi literari Soldà Oweis, el més prestigiós de la literatura escrita en àrab.
Gran coneixedor del món de la indústria del petroli, a la seva obra va criticar als empresaris que l'administraven i als polítics a qui servien. Va ser molt conegut i reconegut per les seves paròdies crítiques a les classes dominants de l'Orient mitjà, especialment a les de l'Aràbia Saudita, país que l'any 1999 va censurar la seva pentalogia Múdun al-milh (Ciutats de sal).

## Selecció d'obres
- A l'est de la Mediterrània, publ. en castellà: Munif, Abderrahmán. Luis Miguel Cañada (trad.). Al este del Mediterráneo.  Guadarrama: Ediciones del Oriente y del Mediterráneo, 2001, p. 252 (Letras del Oriente y del Mediterráneo). ISBN 8487198740.
- Els Arbres i l'assassinat de Marzuq
- L'Autor i la residència
- Bon temps
- Ciutats de sal: la pèrdua, publ. en castellà: Munif, Abderrahmán. Anna Gil Bardají (trad.). Ciudades de sal: el extravío.  [Barcelona]: Belacqva, 2006, p. 682 (La Otra orilla (Belacqva)). ISBN 849632690X.
- Els Finals
- Història d'amor incrèdula
- Història d'una ciutat: una infantesa a Amman, publ. en català: Munif, Abdelrahman. Dolors Cinca (trad.). Història d'una ciutat: una infantesa a Amman.  Barcelona: Proa, 1996, p. 286 (A tot vent). ISBN 8482563165.
- El Llaç del temps passat
- Llargues carreres
- Memòria pel futur
- Un Món sense mapes
- La Nostàlgia de l'absència
- Orient mitjà
- Terra de foscor
- Un Viatge de la llum